# Malorad-Gletscher
Der Malorad-Gletscher (bulgarisch ледник Малорад lednik Malorad) ist ein 14 km langer und 10,5 km breiter Gletscher im Norden des Grahamlands auf der Antarktischen Halbinsel. Auf der Trinity-Halbinsel liegt er nordöstlich des Hanson Hill, nördlich der Srednogorie Heights, nordwestlich des Louis-Philippe-Plateaus. Er fließt in nordwestlicher Richtung zur Bransfieldstraße, die er östlich des Kap Roquemaurel erreicht.
Deutsche und britische Wissenschaftler kartierten ihn 1996 gemeinsam. Die bulgarische Kommission für Antarktische Geographische Namen benannte ihn 2010 nach der Ortschaft Malorad im Nordwesten Bulgariens.